# 배효성 (기상 캐스터)
배효성(1988년 11월 13일 ~ )은 대한민국의 전 TBC 기상 캐스터였다.

## 수상
- 2015년 기상청장 표창장

## 과거 TV
- TBC 생방송 투데이 리포터 (TBC )
- TBC 아침뉴스 기상 캐스터 (TBC)
- TBC 굿모닝 뉴스 기상 캐스터 (TBC)
- TBC 프라임뉴스 기상 캐스터 (TBC)
- TBC 8 뉴스 기상 캐스터 (TBC)
- TBC 날씨와 생활 기상 캐스터 (TBC)